# Annali d'Italia
Gli Annali d'Italia sono la prima grande storia d'Italia, dall'inizio dell'era volgare fino al 1749, scritta da Lodovico Antonio Muratori e pubblicata in 12 volumi in quarto a Milano a spese dell'editore veneziano Giovambatista Pasquali. I primi nove volumi uscirono nel 1744 col titolo Annali d'Italia dal principio dell'era volgare sino all'anno 1500, gli ultimi tre nel 1749 col titolo Annali d'Italia dal principio dell'era volgare sino all'anno 1749.
In essa Muratori fece confluire tutte le notizie di sua conoscenza, a lui disponibili.
Gli Annali contengono continui riferimenti alle moltissime storie anteriori che il Muratori aveva potuto consultare, sia a quelle pubblicate sia a quelle tramandate in forma manoscritta.
Il nome dato all'opera ("annali") riflette l'impostazione e la struttura dell'esposizione: la storia, infatti, è raccontata anno per anno. All'inizio di ogni anno vi è la collocazione della narrazione nella sequenza degli anni dopo Cristo; segue, ogni volta, l'anno dell'indizione, il nome del papa regnante, con indicazione dell'anno di regno di quest'ultimo, il nome dell'imperatore seguito anch'esso dall'anno di regno.